# Karekin al II-lea
Catolicosul Karekin al II-lea (în armeană Գարեգին Բ, n. 21 august 1951, Voskehat⁠(d), Ēǰmiaçni šrǰan⁠(d), Republica Sovietică Socialistă Armeană, URSS) este un cleric armean, care îndeplinește din 1999 funcția de patriarh suprem și catolicos al tuturor armenilor. În 2013 a fost ales în unanimitate președinte al Consiliului Mondial al Bisericilor pentru următorii opt ani.

## Biografie
Karekin al II-lea s-a născut pe 21 august 1951 în satul Voskehat din RSS Armeană și a primit la naștere numele Krtich Nersessian. A fost admis la Seminarul Teologic Gevorkian din Ecimiadzin în 1965 și a absolvit cu onoruri în 1971. A fost hirotonit diacon la 26 decembrie 1970 și a fost hirotonit preot celibatar la 15 octombrie 1972 de către arhiepiscopul Tiran Nersoyan, primind cu acest prilej numele Karekin. După absolvirea seminarului a devenit asistent la Seminar și a predat cursul de Noul Testament. La sfârșitul anilor 1970 catolicosul Vazken I l-a încurajat să studieze în străinătate. În baza recomandărilor primite, preotul Karekin și-a continuat studiile teologice la Universitatea din Viena (1972-1975), la Universitatea din Bonn (1975-1979) și la Academia Teologică din Zagorsk (Rusia) (1979-1980). Karekin al II-lea vorbește fluent limba germană, pe care a învățat-o în timpul studiilor în Austria și Germania. În anul 1975, când a venit la studii în Germania, a devenit conducătorul spiritual a nouă congregații armene din Germania.
În 1980 s-a întors în Armenia și a fost numit asistent al vicarului general al Diecezei Pontificale Ararat, iar în aprilie 1983 a devenit vicar general al diecezei. La 23 octombrie 1983 a fost consacrat episcop la Ecimiadzin de către catolicosul Vazken, iar în 1992 a fost ridicat la rangul de arhiepiscop. În 1988 episcopul Karekin a jucat un rol activ în ajutorarea poporului său afectat de cutremurul din Armenia. În 1989 a fondat Academia Teologică Vazkenian de la Lacul Sevan. El a supravegheat construcția mai multor biserici și școli din Armenia. De asemenea, a manifestat interes în utilizarea tehnologiei moderne și a telecomunicațiilor pentru a îmbunătăți viața spirituală a enoriașilor armeni, precum și pentru a face față provocărilor cauzate de depășirea moștenirilor epocii sovietice. În 1990 a fost ales membru al Consiliului Spiritual Suprem al Catolicosatului tuturor armenilor. Arhiepiscopul Karekin Nersissian a candidat la alegerile pentru funcția de catolicos din 1995, dar s-a retras apoi în favoarea lui Karekin Sarkissian (catolicos al Ciliciei în perioada 1983-1995 și viitor catolicos al tuturor armenilor sub numele Karekin I). În 1998 a fost numit vicar general al Catolicosatului.
La 27 octombrie 1999 arhiepiscopul Karekin Nersissian a fost ales cel de-al 132-lea catolicos al tuturor armenilor cu sediul la Ecimiadzin, succedându-i catolicosului Karekin I. A fost instalat în funcție la 4 noiembrie 1999. Relațiile lui cu papa Ioan Paul al II-lea au fost în general pozitive. Când papa a vizitat Armenia în 2001, s-a întâlnit cu catolicosul Karekin.

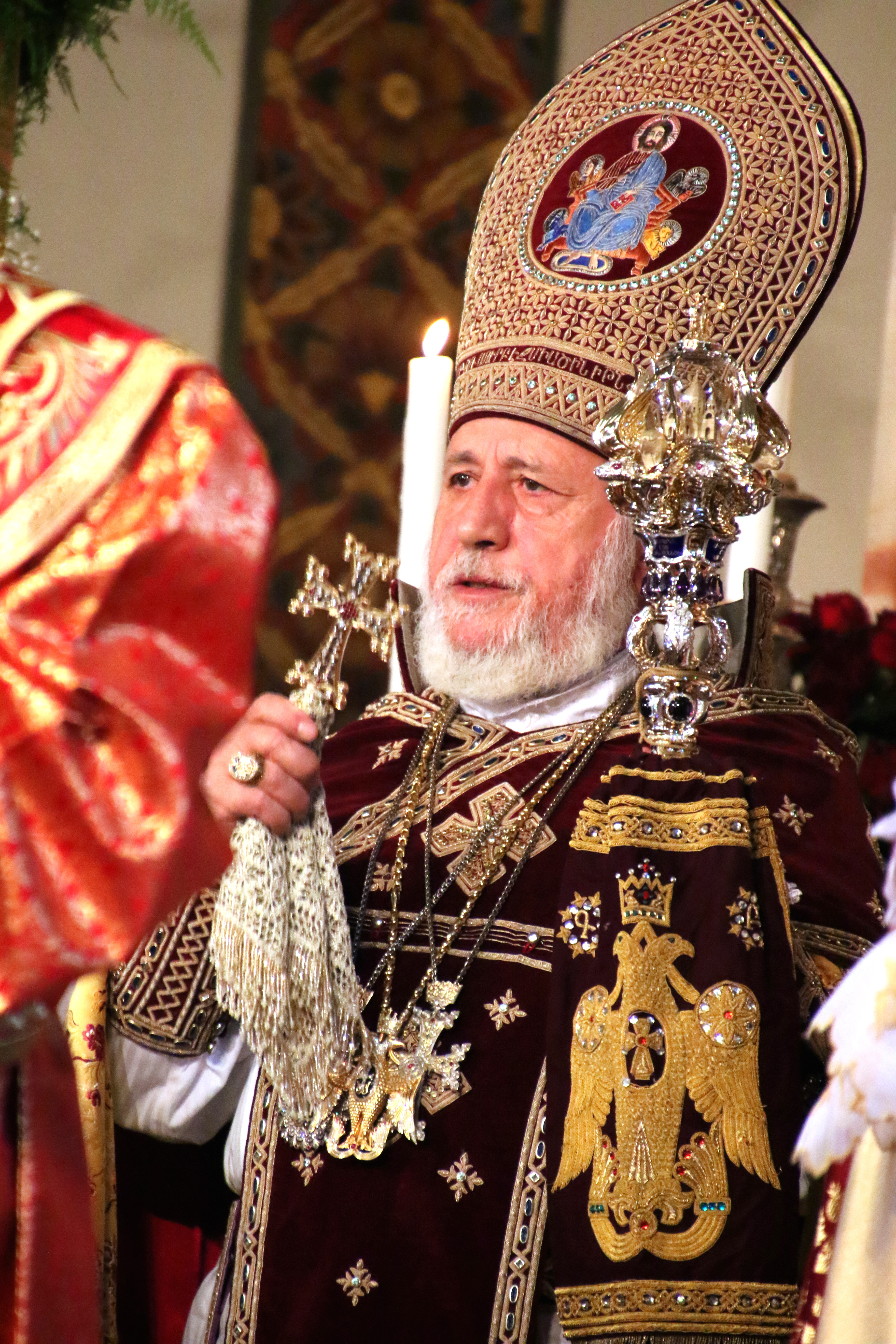
Catolicosul Karekin al II-lea în 2018

În 2006 Karekin a efectuat o vizită pastorală de o săptămână la Istanbul (Turcia), pentru a se întâlni cu patriarhul ecumenic Bartolomeu I și pentru a vizita comunitatea armeană din oraș. În timpul vizitei sale, a cauzat un scandal politic, vorbind despre Genocidul Armean, pe care Turcia îl neagă vehement, și insistând asupra recunoașterii sale de către Turcia.
În octombrie 2007 a efectuat o a doua vizită în Statele Unite ale Americii. La 10 octombrie 2007 a rostit rugăciunea de deschidere a ședinței Camerei Reprezentanților.
Călătoria sa ecumenică în India pentru a se întâlni cu Baselios Thoma Didymos I, catolicosul Răsăritului, în noiembrie 2008, a contribuit la consolidarea relațiilor dintre Biserica Apostolică Armeană și Biserica Ortodoxă Siriană din Malankara. Delegații la cea de-a 10-a Adunare Generală a Consiliului Mondial al Bisericilor, care a avut loc la Busan (Coreea de Sud) în 4 noiembrie, l-au ales în unanimitate pe catolicosul tuturor armenilor Karekin al II-lea, patriarhul suprem și conducătorul Bisericii Apostolice Armene, ca președinte al organizației pentru următorii opt ani.
La 26 iunie 2016 catolicosul Karekin și papa Francisc au semnat o declarație comună referitoare la familie. S-a afirmat în acea declarație că secularizarea societății și „înstrăinarea ei de spiritual și divin” sunt dăunătoare pentru familie și s-a precizat că Biserica Catolică și Biserica Apostolică Armeană împărtășesc o viziune a familiei bazată pe căsătorie. Declarația a luat notă, de asemenea, de numeroșii pași pozitivi efectuați în direcția unității dintre cele două biserici și a recunoscut intrarea într-o nouă etapă pozitivă a relațiilor dintre ele. De asemenea, a deplâns „tragedia imensă” a persecuției creștinilor din Orientul Mijlociu; papa și catolicosul s-au rugat „pentru o schimbare petrecută în inima tuturor celor care comit astfel de crime și a celor care sunt în poziția de a opri violența”.

## Decorații și alte onoruri
- Ordinul național „Steaua României” în grad de Mare Cruce (2000), „în semn de apreciere pentru spiritul său ecumenic, pentru contribuția sa personală la strângerea legăturilor dintre Biserica Ortodoxă Armeană și Biserica Ortodoxă Română, precum și pentru rolul deosebit jucat de Biserica Armeană în promovarea statornicelor relații de prietenie dintre armeni și români”[6]
- Legiunea de onoare (Franța, 2001)[7]
- Ordinul Prințul Iaroslav cel Înțelept (Ucraina, 2001)[8]
- Ordinul Prieteniei (Rusia, 2006)[9]
- Ordinul Sf. Toma (India, 2008)[10]
- Membru de onoare al Academiei Naționale de Științe a Armeniei

## Imagini

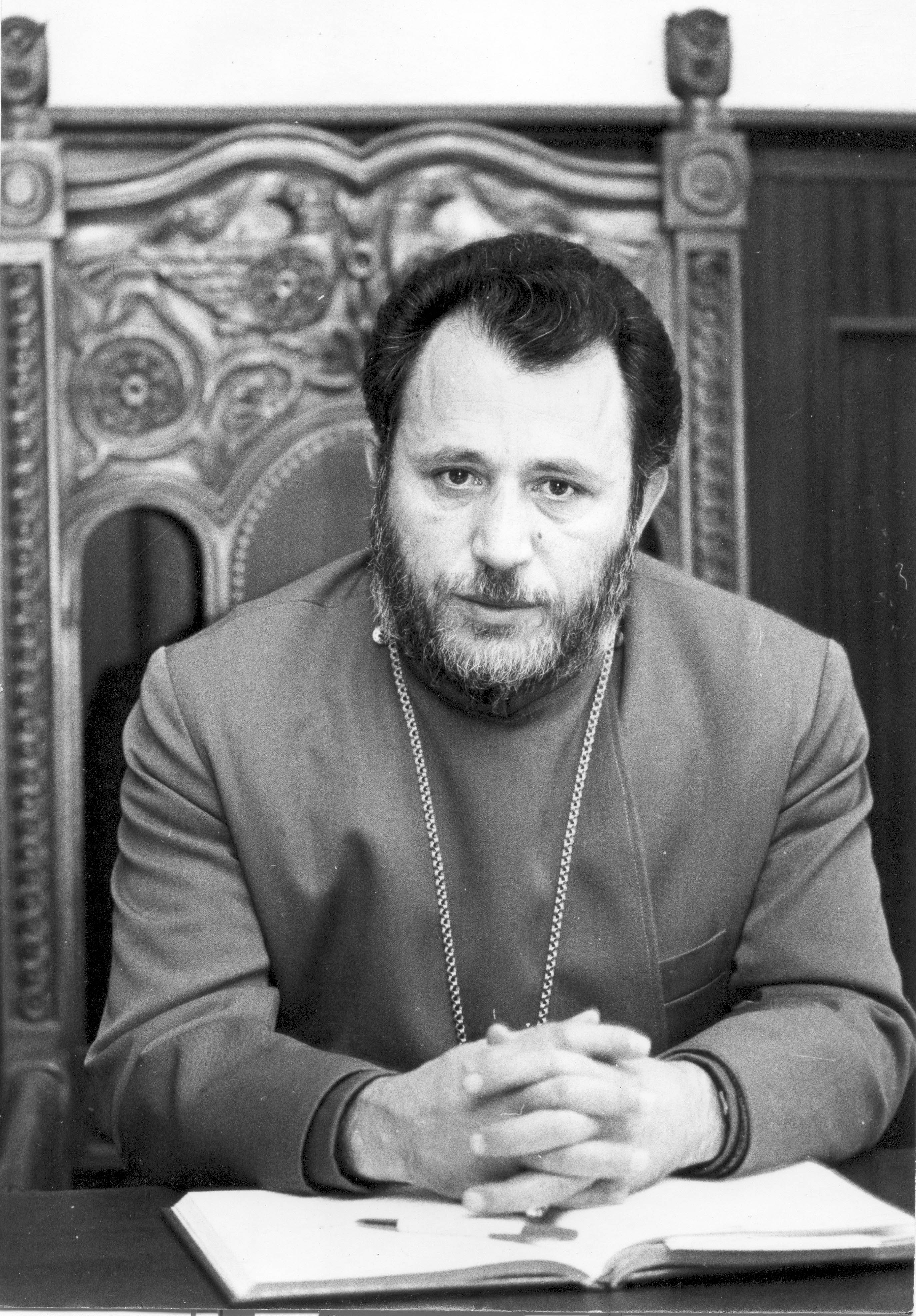
Episcop
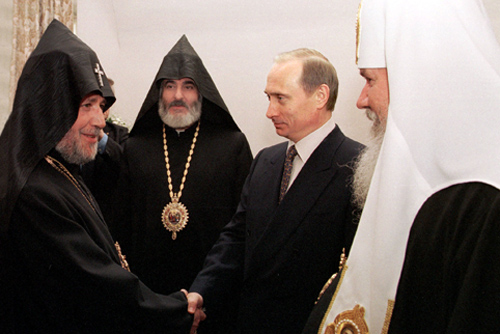
Întâlnirea cu Vladimir Putin în 2000
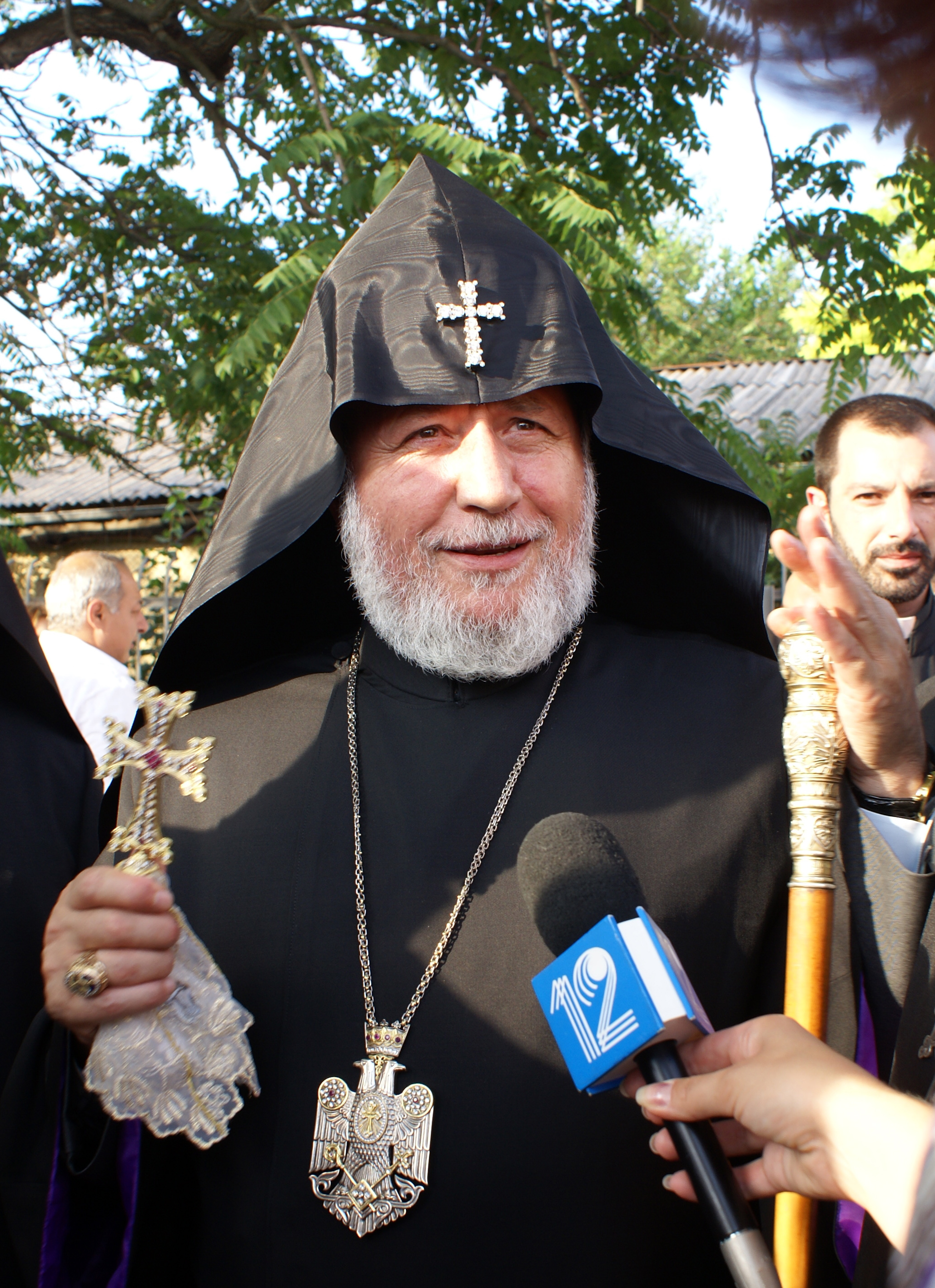
Catolicosul Karekin în 2009
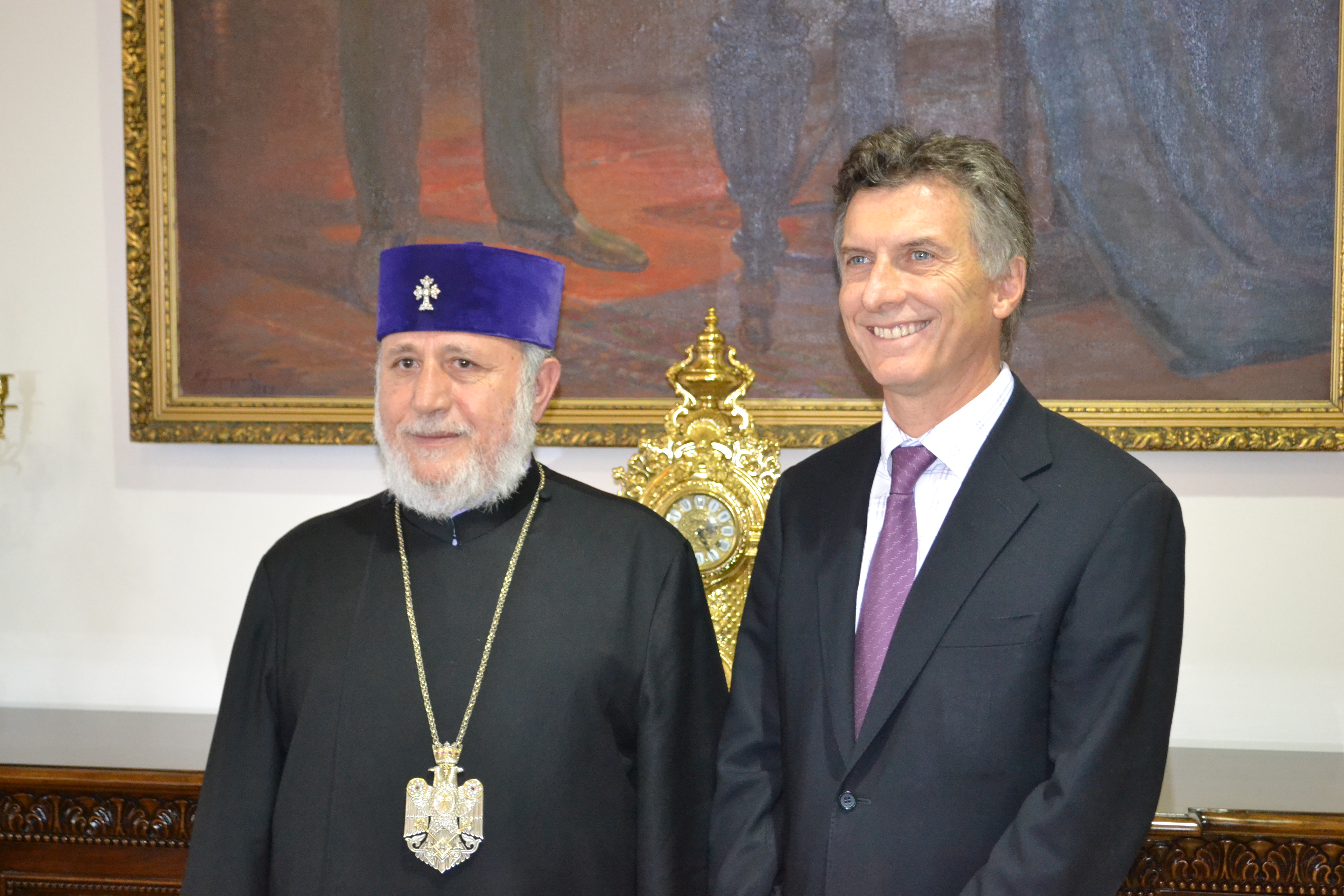
Cu președintele argentinian Mauricio Macri, aflat în vizită în Armenia în 2012
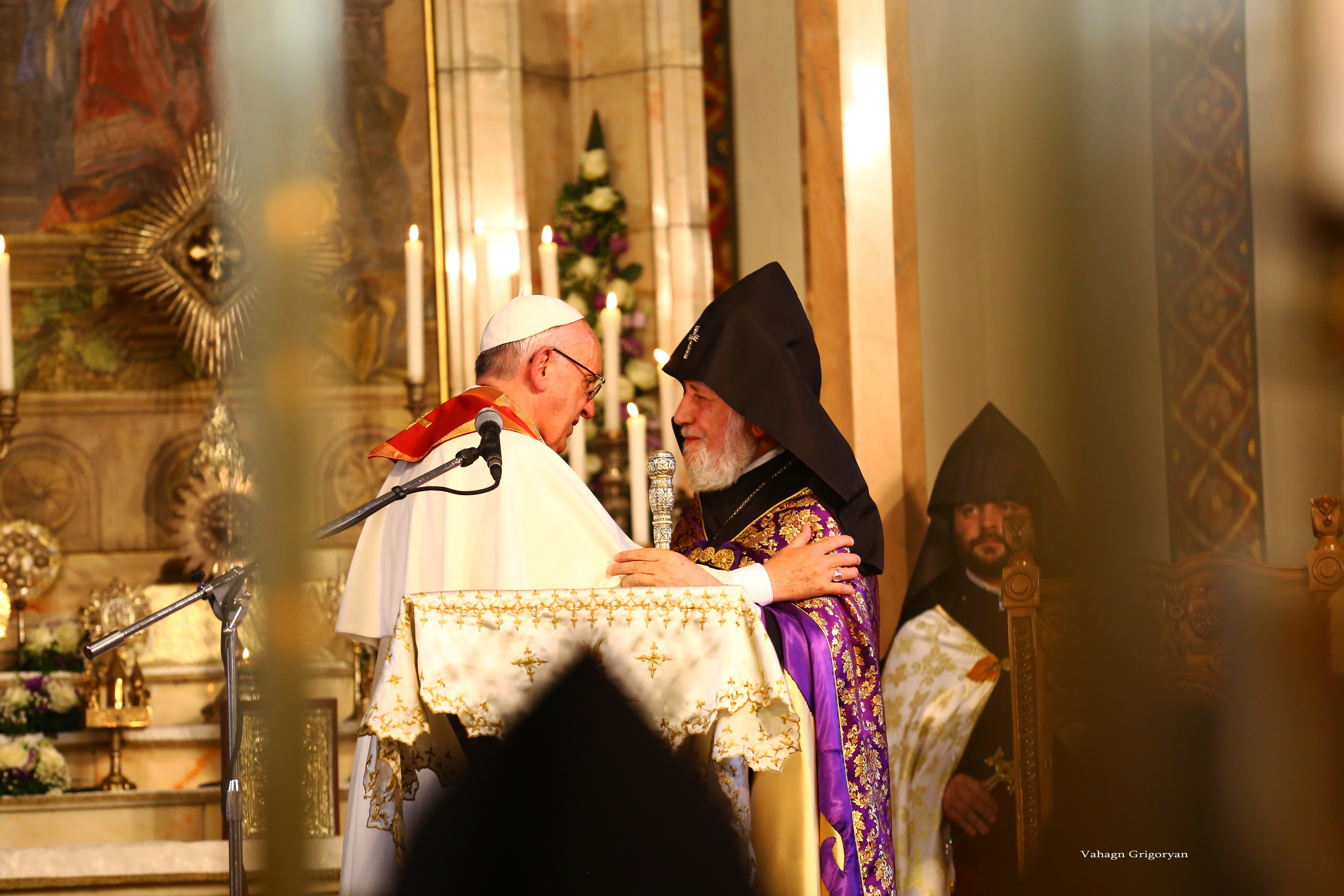
Întâlnirea cu papa Francisc, aflat în vizită în Armenia în 2016

## Legături externe
- Biografia sa pe situl Bisericii Apostolice Armene Arhivat în 25 februarie 2021, la Wayback Machine.
- Enciclica catolicosului Karekin al II-lea cu ocazia aniversării a 1600 de ani de la crearea alfabetului armean

| Funcții bisericești  | Funcții bisericești                                                                       | Funcții bisericești |
| -------------------- | ----------------------------------------------------------------------------------------- | ------------------- |
| Predecesor Karekin I | Catolicos al Sfântului Scaun al Sfântului Ecimiadzin și al tuturor armenilor 1999-prezent | Succesor -          |